# Grand Prix cycliste de Montréal 2025
Le Grand Prix cycliste de Montréal 2025 est la 14e édition de cette course cycliste masculine sur route. La course a lieu le dimanche 14 septembre 2025 autour de la ville de Montréal, au Canada, et fait partie du calendrier UCI World Tour 2025 en catégorie 1.UWT. Il se court deux jours après le Grand Prix cycliste de Québec.

## Présentation

### Parcours
Le parcours est le même que l'année précédente. Le circuit urbain vallonné de 12,3 kilomètres est parcouru dix-sept fois. Il s'agit de 209,1 kilomètres à parcourir avec un dénivelé total de 4573 mètres. Le départ sur l'avenue du Parc est suivi d'une montée du Mont-Royal jusqu'au sommet Camilien-Houde, puis une autre montée de la côte de l'école Polytechnique et une dernière petite montée vers Pagnuelo. Le circuit se clôt ensuite au point de départ, sur une légère montée.

### Équipes
Le Grand Prix cycliste de Montréal faisant partie du calendrier de l'UCI World Tour, les dix-huit « World Teams » y participent. Cinq « Pro Teams »  et une sélection nationale ont reçu une invitation.
| Unknown team category |
|                       |

## Classements

### Classement de la course
| \| Classement général \| Classement général \| Classement général \| Classement général \| Classement général \| \| Coureur \| Coureur \| Pays \| Équipe \| Temps \| \| ------------------ \| ------------------ \| ------------------ \| ------------------ \| ------------------ \| |         |      |        |       |
| |         |      |        |       |
| |         |      |        |       |
| Classement général |         |      |        |       |
| Coureur | Coureur | Pays | Équipe | Temps |